# Eternit

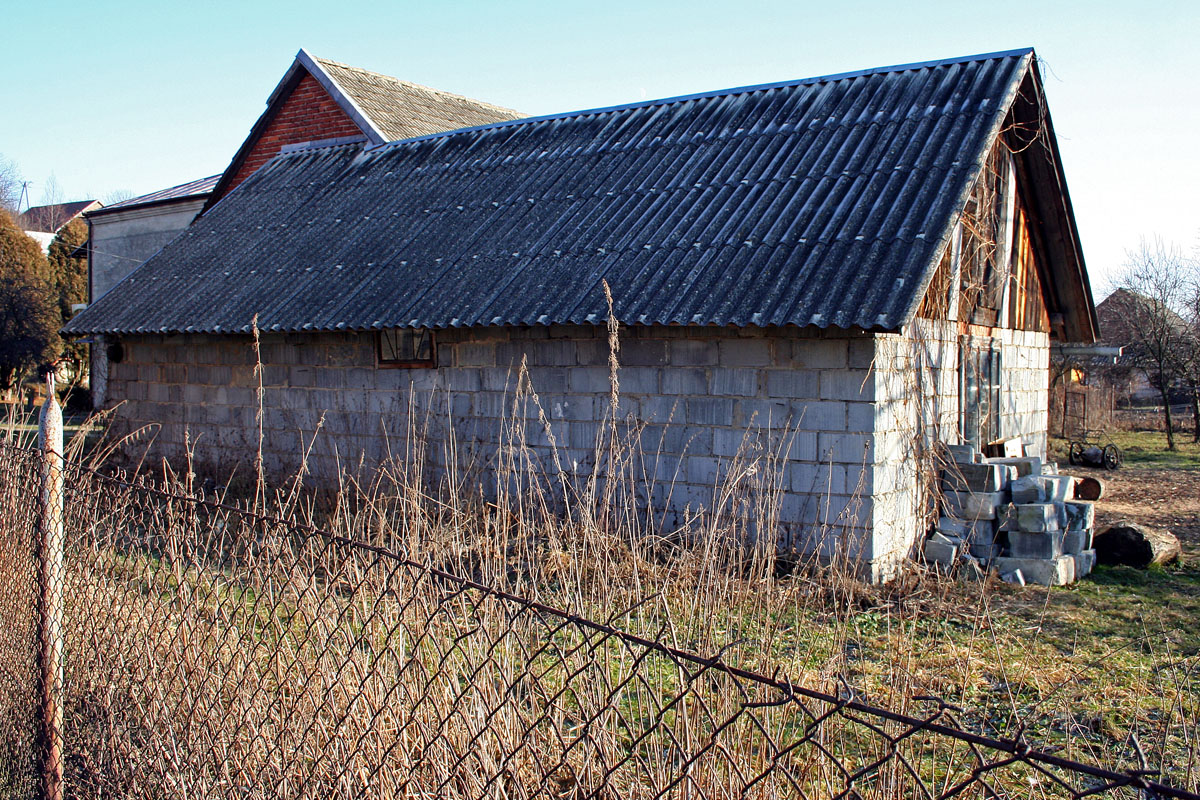
Budynek gospodarczy pokryty eternitem

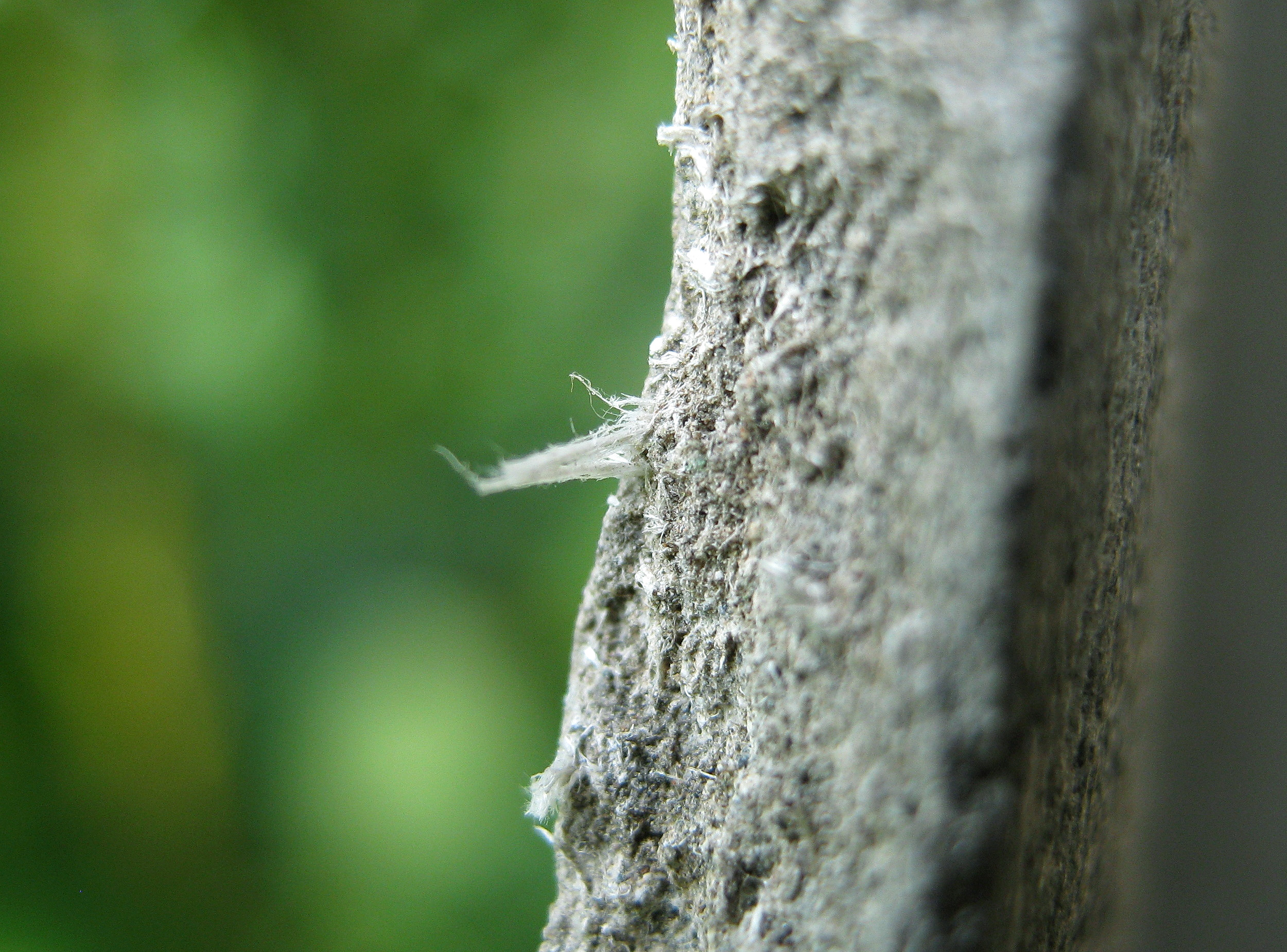
Falista płyta cementowo-azbestowa: widoczna włóknista struktura

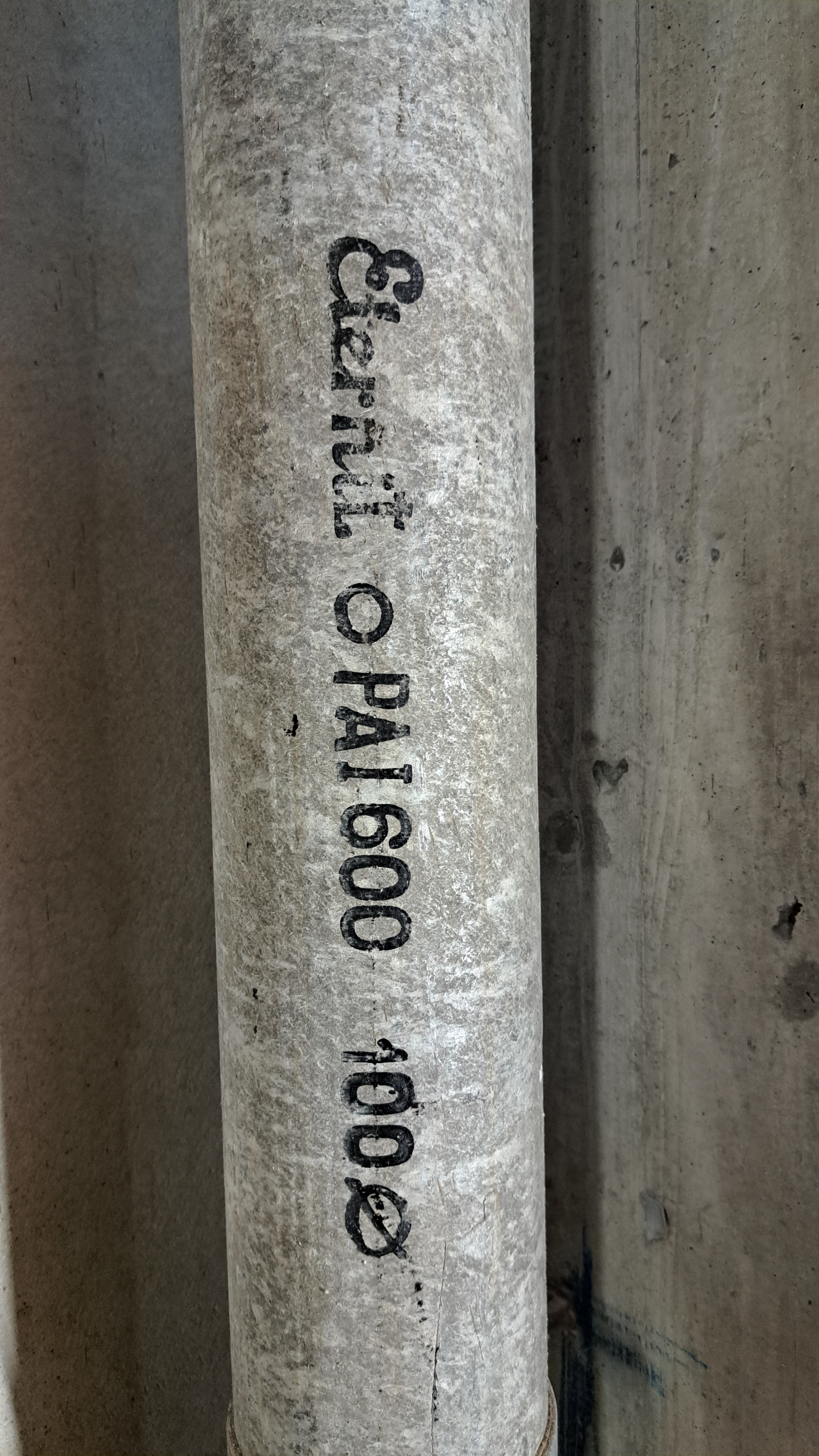
Rura odpływowa wykonana z eternitu

Eternit (z łac. aeternum – wieczność), azbestocement – azbestowo-cementowy materiał budowlany, opracowany przez austriackiego wynalazcę Ludwiga Hatscheka.

## Charakterystyka
Pierwotnie słowo eternit było nazwą handlową, która z czasem stała się nazwą potoczną. Z eternitu wykonywano płyty pokryciowe – elewacyjne i dachowe – oraz rury. Jest to materiał ogniotrwały, odporny na warunki atmosferyczne oraz działanie wody i ścieków, a jednocześnie wytrzymały mechanicznie, nawet w wyrobach o ściankach niewielkiej grubości, przez co był również relatywnie lekki i dość tani. Stosowany od początku XX wieku.
Ze względu na stwierdzoną szkodliwość włókien azbestu odkładających się w płucach, stosowanie eternitu zostało zakazane w większości rozwiniętych państw świata, a istniejące pokrycia eternitowe są usuwane.
Po około 20–50 latach od zamontowania, pod wpływem działań środowiskowych, materiał zaczyna ulegać erozji. Stosowany w Polsce eternit zawiera małe ilości azbestu, a nieuszkodzone pokrycia eternitowe na budynkach są stosunkowo bezpieczne.
Wg polskiego prawodawstwa, demontażem elementów, transportem i składowaniem wyrobów zawierających azbest mogą zajmować się firmy posiadające uprawnienia do tego. Gruz eternitowy jest traktowany jako materiał niebezpieczny, musi być składowany w wyznaczonych do tego miejscach.